# Samuel Nicholas

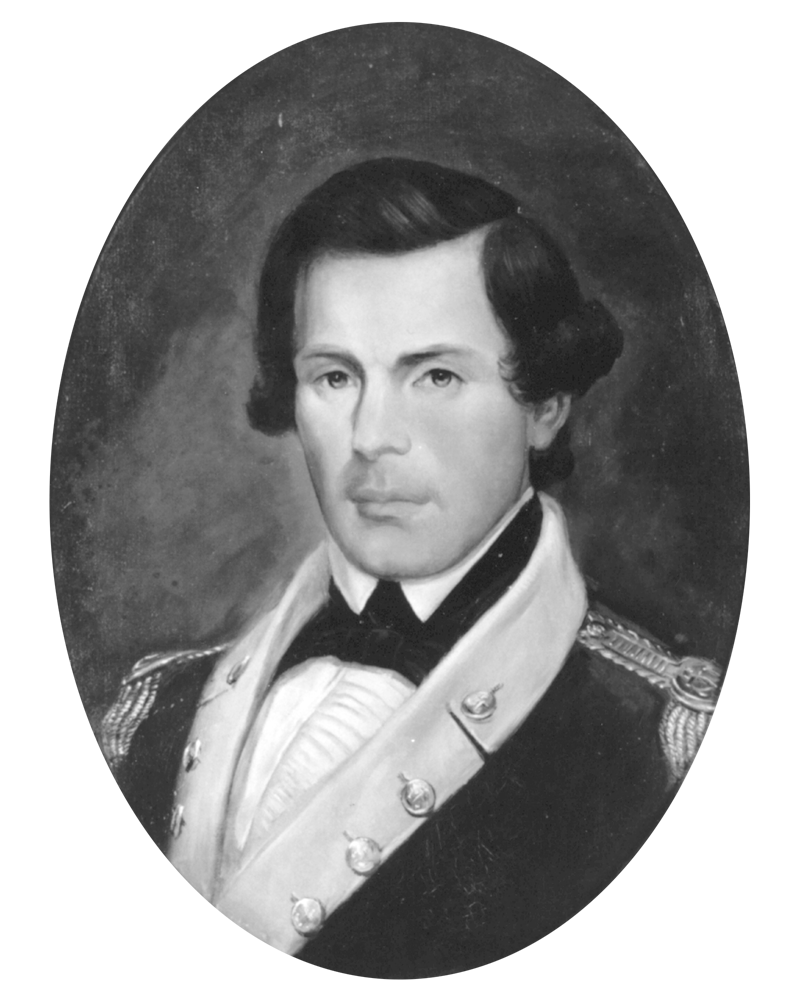
Historisches Porträt von Samuel Nicholas

Samuel Nicholas (* 1744 in Philadelphia, Pennsylvania; † 27. August 1790 ebenda) wird als der erste Commandant of the Marine Corps (Befehlshaber des United States Marine Corps) angesehen, da er als erster Offizier diese Teilstreitkraft begründete.

## Leben
Nicholas wurde im Jahr 1744 in Philadelphia, Pennsylvania als jüngstes der drei Kinder von Anthony Nicholas und dessen Frau Mary (geborene Shute Cowman) geboren. Sein Vater war Schmied, der bei den örtlichen Quäkern (Philadelphia Meeting) 1749 wegen „bösem Verhalten bei häufigem, übermäßigem Trinken von starken Spirituosen“ in Ungnade fiel; Anthony Nicholas starb, als sein Sohn Samuel sieben Jahre alt war. Mary Nicholas war bereits ein Jahr zuvor verstorben. Der Onkel von Samuel N., Attwood Shute, Bürgermeister von Philadelphia (1756–1758), nahm sich seiner an. Im Januar 1752 schrieb sein Onkel ihn im College of Philadelphia (woraus später die University of Pennsylvania wurde) ein. Nicholas besuchte das College bis Ende 1759.
Er wurde früh Freimaurer; seine Loge traf sich in der Tun Tavern. Als nach Ende des amerikanischen Unabhängigkeitskriegs im Jahr 1783 die Marine und verbundene Streitkräfte aufgelöst wurden, kehrte Nicholas in das Zivilleben zurück und wurde Gründungsmitglied der Society of the Cincinnati.
Nicholas starb am 27. August 1790 in Philadelphia an Gelbfieber. Beigesetzt wurde er auf dem „Friedhof der Freunde“ (Friends Graveyard) bei dem Arch Street Friends Meeting House, einem Gemeinschaftshaus der Quäker in Philadelphia.

## Militärische Laufbahn
Am 28. November 1775 wurde Nicholas vom Kongress der Dreizehn Kolonien zum „Captain of Marines“ (Hauptmann) ernannt (die Ernennungsurkunde wird im Marine Corps Museum, Washington Navy Yard aufbewahrt). Es handelte sich um die erste Ernennung eines Offiziers der amerikanischen Marines (Marineinfanterie/Seesoldaten).

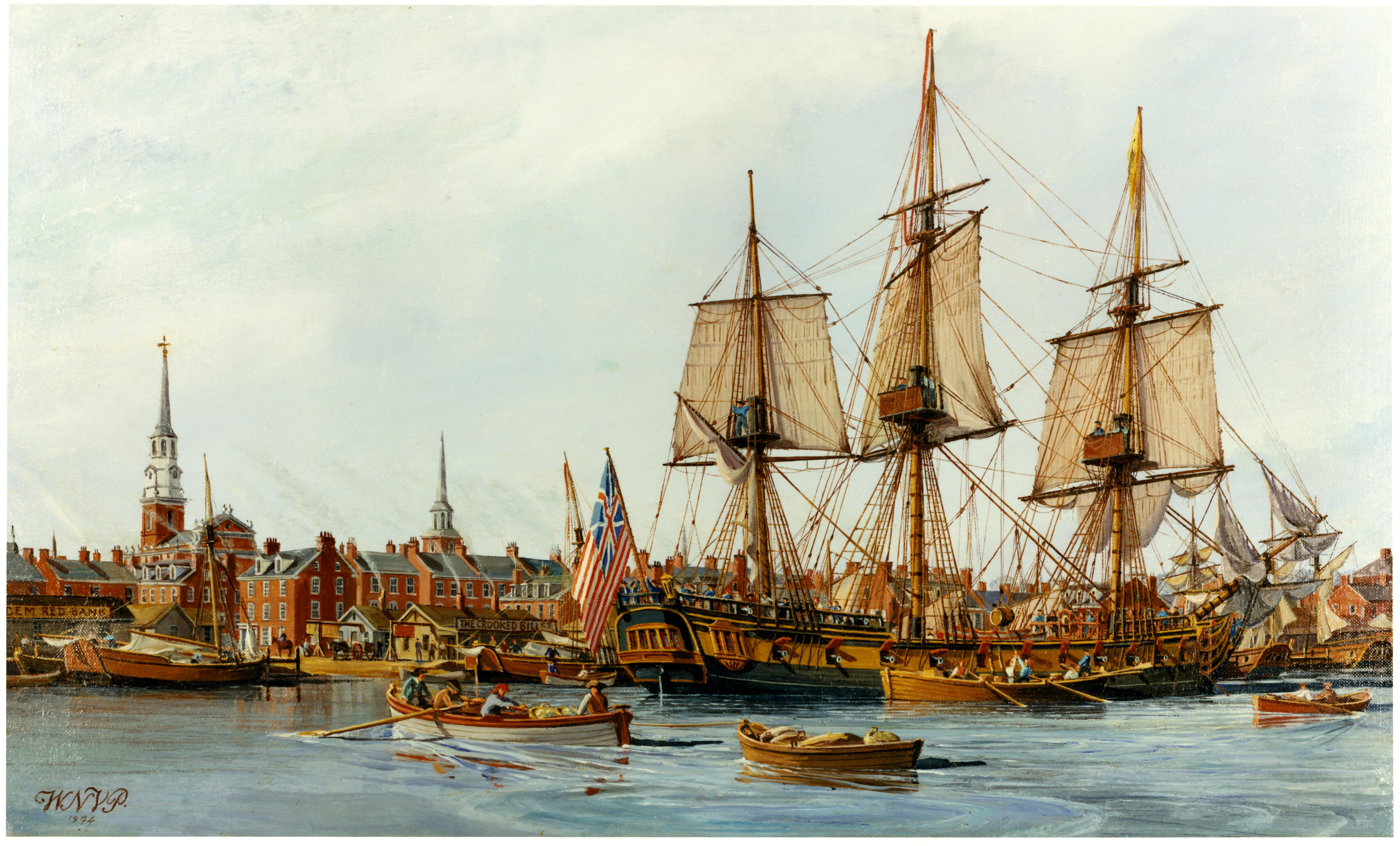
Amerikanisches Schiff Alfred, vormals Black Prince, später HMS Alfred

Captain Nicholas’ erste Aufgabe war die Rekrutierung. Er richtete zu diesem Zweck ein Büro in Philadelphia ein und hatte im Januar 1776 genug Männer für die Aufgaben an Bord und zur Unterstützung der Marineeinheiten im Raum Philadelphia verpflichtet. Er schiffte sich als Kommandeur der Marines auf dem amerikanischen Schiff Alfred ein.
Der erste Auftrag des amerikanischen Geschwaders unter Kommando von Commodore Hopkins war es, ein Versorgungslager der Briten in Abaco/Bahamas auszuschalten. Nicholas befehligte bei der Operation eine Landungstruppe von 234 Marineinfanteristen, der es gelang, am 3. April 1776 Nassau kampflos zu erobern.
Am 25. Juni 1776 beschloss der Kongress, Nicholas im Rang eines Majors offiziell an die Spitze der Marines zu stellen. Er erhielt den Auftrag, in Philadelphia weitere Einheiten aufzustellen. In der Folge war Nicholas mit seinen Einheiten an den Operationen der amerikanischen Armee unter George Washington beteiligt.

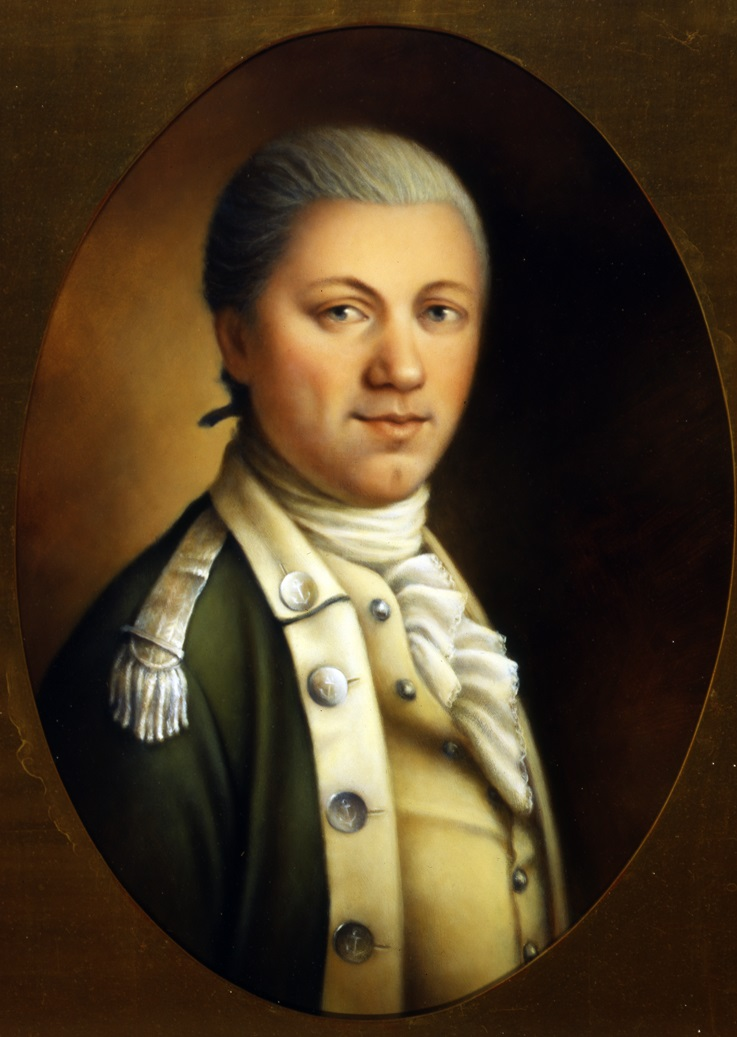
Porträt des Samuel Nicholas, Commandants house. Geschaffen von Maj. Donna J. Neary, USMCR, 1989

Nach der ersten Schlacht von Trenton war ein Gefecht mit einer Abteilung von Cornwallis Truppen bei Princeton, New Jersey, signifikant. Nicholas letzte Jahre im aktiven Dienst waren ganz von der Rolle des Befehlshabers, das heißt im Stab und nicht an der Front oder auf See, bestimmt. Der Kongress gab entsprechende Weisungen und lehnte Nicholas Gesuche, erneut an Bord einer Marineeinheit verwendet zu werden, ab. Seine wichtigsten Aufgaben waren Nachwuchsgewinnung und Ausbildung der Marines.

„I consequently had the mortification to become … a useless officer, at least in sense of danger.“

„Ich hatte folglich die Schmach, ... ein nutzloser Offizier zu werden, zumindest im Sinne der Gefährlichkeit.“

## Erinnerung
Drei Schiffe der United States Navy wurden nach Nicholas benannt:
- Nicholas (DD-311), ein Zerstörer der Clemson-Klasse, in Dienst von 1919 bis 1923,
- Nicholas (DD-449), ein Zerstörer der Fletcher-Klasse, in Dienst von 1942 bis 1970 und
- Nicholas (FFG-47), eine Fregatte der Oliver-Hazard-Perry-Klasse, in Dienst von 1984 bis 2014.

Eine britische 6-Pfünder-Kanone, die Nicholas mit seinen Männern bei Nassau eroberte, ist in Fort Phoenix, Fairhaven (Bristol County), Massachusetts ausgestellt.